# Parascytoleptus tridens
Parascytoleptus tridens är en kräftdjursart som först beskrevs av M. J. Rathbun 1906.  Parascytoleptus tridens ingår i släktet Parascytoleptus och familjen Axiidae. Inga underarter finns listade i Catalogue of Life.